# Tales of the Abyss
Tales of the Abyss (テイルズ オブ ジ アビス?, Teiruzu obu ji Abisu) è un videogioco di ruolo sviluppato dalla Namco Tales Studio e pubblicato dalla Namco in giappone e dalla Namco Bandai in America del Nord. È l'ottavo titolo principale nella serie Tales of, ed è stato reso disponibile per PlayStation 2 il 15 dicembre 2005 in Giappone, in occasione del decimo anniversario della serie, ed il 10 ottobre 2006 in America del Nord.
Il videogioco utilizza lo stesso sistema di combattimento che era stato adottato in Tales of Symphonia. Il character design è stato curato dal mangaka Kōsuke Fujishima. Inizialmente era prevista una conversione del titolo per  Nintendo 3DS il 19 maggio 2011, ma in seguito tale data è slittata al 30 giugno 2011.
Il videogioco è stato adattato in un anime, prodotto dalla Sunrise, e trasmesso su MBS nell'ottobre 2008. Gli episodi della serie sono diretti da Kenji Kodama e scritti da Akemi Omode.

## Trama
Tales of the Abyss si svolge su Auldrant, un pianeta composto di particelle elementari chiamate Fonon (フォニム?, Fonimu, Fonim nella versione giapponese). Per la maggior parte della storia di Auldrant, si è conosciuta l'esistenza di solo sei fonon, che rappresentavano gli elementi dell'ombra, della terra, del vento, dell'acqua, del fuoco e della luce; successivamente si scoprirà un settimo fonon, quello del suono. La sua scoperta getta il pianeta nel caos: utilizzando questo nuovo settimo Fonon è possibile per alcuni soggetti leggere il futuro. Uno di questi soggetti, Yulia Jue, un'importante figura religiosa, pone in essere un futuro per il mondo per migliaia di anni a venire, con la promessa di prosperità senza limiti alla sua fine. Questa profezia del futuro prende il nome di "Score" ed è documentata su vari "Fonstones" sparsi in tutto il mondo. Il regno di Kimlasca-Lanvaldear e l'impero di Malkuth hanno combattuto per il rinvenimento di questi fonstones per generazioni, nella speranza di venire a conoscenza del futuro prima dell'altro. Intanto, era stato istituito un ordine sacro dedicato alla lettura degli Score e al mantenimento della pace. Questo "Ordine di Lorelei" è guidato dal Fon Master e ha rami nella politica e nella religione. Alla fine, gli Score e la loro promessa di prosperità portano a una pericolosa indifferenza all'interno della popolazione generale di Auldrant; il massacro di un intero popolo che viveva sull'isola di Hod e la distruzione di massa vengono tollerati dal popolo perché previsti dalla profezia.
Luke Fon Fabre, giovane figlio di Duke Fabre del regno di Kimlasca è la Luce della Fiamma Sacra, il rampollo dell'Ordine di Lorelei, destinato a portare la prosperità su Kimlasca. Da quando è stato rapito sette anni prima dall'impero Malkuth, Luke è stato tenuto confinato nella magione della famiglia Fabre. Il trauma del rapimento ha cancellato tutte le sue memorie precedenti. Tuttavia, un giorno, una misteriosa ragazza irrompe nella magione e dà il via a una serie di eventi che porteranno Luke al centro di un conflitto globale tra quelli che farebbero qualsiasi cosa per vedere realizzarsi le profezie degli score, e coloro che vorrebbero distruggerli per sempre.
Il gioco si apre con Yulia Jue che dà la sua lettura degli Score, e specificatamente il significato della nascita della "Luce della Fiamma Sacra" (Luke). Quando Yulia termina la sua lettura, il gioco si sposta all'anno ND2018, con Luke fon Fabre in piedi nella propria stanza, con lo sguardo fisso al fonstone nel cielo. Mentre si gira per lasciare la sua stanza, viene colto improvvisamente da un fortissimo mal di testa, e con esso, sente una voce misteriosa nella sua testa. Il giovane soffre di queste emicranie sin dal giorno in cui è stato rapito sette anni prima. Le sue memorie d'infanzia sono state completamente cancellate (al momento viene detto che si tratta di amnesia).

## Personaggi principali
Luke fon Fabre
Doppiato da Chihiro Suzuki, Yuri Lowenthal
Protagonista del gioco, Luke ha 17 anni ed è il figlio unico di una nobile famiglia del regno di Kimlasca-Lanvaldear. Dopo essere stato rapito all'età di 10 anni, tutte le sue memorie sono state cancellate, cosa che lo ha reso molto egoista ed ignaro del mondo. È un abile spadaccino e possiede la capacità di creare una "iper-risonanza", un potere fortissimo di cui sono capaci pochi fonist. Con l'andare avanti del gioco, Luke scoprirà di essere una "replica" di Asch, il vero Luke fon Fabre. Questo evento, insieme all'abbandono dei suoi amici, faranno nascere in lui il desiderio di cambiare e diventare migliore, anche grazie all'aiuto di Tear, di cui è sempre stato innamorato. Secondo Lorelei, il nome di Luke vuol dire "Luce della Sacra Fiamma" in ispaniano antico.
Tear Grants
Doppiata da Yukana, Nicole Balick
Tear, nome intero Mystearica Aura Fende, ha sedici anni ed è un sergente della divisione intelligence dell'ordine di Lorelei. È estremamente disciplinata e si sente in dovere di essere un soldato in ogni momento, anche se a volte è incapace di reprimere il suo lato sensibile. Lei è anche un discendente di Yulia e può cantare gli inni fonici di Yulia. Nutre una passione segreta per le cose graziose. S'innamorerà di Luke, confessandogli i suoi sentimenti alla fine del gioco
Jade Curtiss
Doppiato da Takehito Koyasu, Kirk Thornton
Jade, precedentemente noto come Dr. Jade Balfour, è un colonnello dell'Impero Malkuth. Jade è sarcastico, pessimista, onesto e razionale ed è conosciuto come il "Negromante" per aver animato i cadaveri di uomini morti. È il creatore di fomicry, un ramo della scienza che si occupa della creazione di "repliche", attività che lo ha allontanato dalla gente. È anche molto informato sulle arti foniche.
Anise Tatlin
Doppiata da Haruko Momoi
Anise, 13 anni, è la guardiana dei più alti ufficiali dell'Ordine di Lorelei. È una ragazza brillante e allegra, ma a volte può mostrare un lato più oscuro del proprio carattere, e spesso nasconde le sue emozioni quando è sofferente. A causa della cattiva situazione finanziaria della sua famiglia, cerca un matrimonio di interessi, tentando anche di diventare la moglie di Luke, e sfruttando ogni situazione per ricavarne un profitto. Come un burattinaio, può rendere il suo peluche, Tokunaga, di dimensioni gigantesche e fargli attaccare i nemici.
Guy Cecil
Doppiato da Yasunori Matsumoto, Johnny Yong Bosch
Guy è uno spadaccino al servizio della Casa Fabre. Lui ha 21 anni ed è molto fedele e affettuoso nei confronti di Luke, del cui carattere egoista e viziato si sente in qualche modo responsabile. Si viene a sapere che a causa di una brutta esperienza durante la sua infanzia, ha paura di qualsiasi contatto fisico con le donne. In seguito verrà anche rivelato che era originario dell'isola di Hod, e che il suo vero nome è Gailardia Galan Gardios.
Natalia Luzu Kimlasca-Lanvaldear
Doppiata da Michiko Neya, Stephanie Sheh
Natalia è la principessa di Kimlasca-Lanvaldear che crede pienamente che la nobiltà debba tendere ai bisogni dei loro sudditi. Ha 18 anni ed è molto amata dal suo popolo per il suo impegno sociale e per i suoi progetti. Come fidanzata di Luke, gli rimprovera spesso il suo atteggiamento viziato e il fatto di non voler adempiere aii suoi doveri di nobile. Man mano che il gioco va avanti, si scopre che Natalia non è la naturale principessa Kimlasca-Lanvaldear - la vera principessa era infatti nata morta, e fu sostituita da un'ostetrica con la neonata di un'altra coppia. Natalia è inizialmente bollata come traditrice del regno grazie alle macchinazioni del Gran Maestro Mohs, e pertanto viene condannata a morte, ma il suo popolo continua ad amarla e le salva la vita. Alla fine del gioco, il padre si rende conto che anche se non sono uniti da legami sangue, Natalia è pur sempre sua figlia.

## Adattamenti

### Anime
Un adattamento animato televisivo di Tales of the Abyss, prodotto dalla Bandai Visual, Namco e dallo studio di animazione Sunrise, è andato in onda dal 4 ottobre 2008 al 29 marzo 2009 su Tokyo MX, per un totale di 26 episodi. La serie utilizza buona parte dei doppiatori del videogioco, oltre che la stessa sigla di apertura.

#### Episodi
| Nº | Titolo italiano Giapponese 「Kanji」 - Rōmaji                                        | In onda          | In onda |
| Nº | Titolo italiano Giapponese 「Kanji」 - Rōmaji                                        | Giapponese       |         |
| 1  | Il mondo dello spartito 「預言の世界」 - Sukoa no Sekai                              | 3 ottobre 2008   |         |
| 02 | La foresta della bestia sacra 「聖獣の森」 - Seijū no Mori                           | 5 ottobre 2008   |         |
| 03 | L'Attacco dell'Oracolo 「神託の盾来襲」 - Orakuru Raishū                             | 12 ottobre 2008  |         |
| 4  | La verità nascosta 「隠された真実」 - Kakusareta Shinjitsu                           | 19 ottobre 2008  |         |
| 5  | L'eroe prescelto 「選ばれし英雄」 - Erabareshi Eiyū                                  | 26 ottobre 2008  |         |
| 6  | La pioggia del deserto 「砂漠の雨」 - Sabaku no Ame                                  | 2 novembre 2008  |         |
| 7  | Isolamento 「孤立」 - Koritsu                                                        | 9 novembre 2008  |         |
| 08 | Crollo 「崩落」 - Hōraku                                                             | 16 novembre 2008 |         |
| 09 | L'usurpatore 「奪われし者」 - Ubawareshimono                                         | 23 novembre 2008 |         |
| 10 | Ritorno di espiazione 「償いの帰還」 - Tsugunai no Kikan                             | 30 novembre 2008 |         |
| 11 | La città della neve che cade 「雪降る街」 - Yuki Furu Machi                          | 7 dicembre 2008  |         |
| 12 | La capitale d'acqua 「水の都」 - Mizu no Toshi                                       | 14 dicembre 2008 |         |
| 13 | Lo scoppio della guerra 「開戦」 - Kaisen                                            | 21 dicembre 2008 |         |
| 14 | Passato precluso 「閉ざされた過去」 - Tozasareta Kako                                | 28 dicembre 2008 |         |
| 15 | Rispettive decisioni 「それぞれの決意」 - Sorezore no Ketsui                         | 9 gennaio 2009   |         |
| 16 | La strategia di infiltrazione nel nucleo 「地核突入作戦」 - Chikaku Totsunyū Sakusen | 16 gennaio 2009  |         |
| 17 | Preludio al collasso 「崩壊の序曲」 - Hōrai no Jokyoku                               | 23 gennaio 2009  |         |
| 18 | Absorb Gate 「アブソーブゲート」 - Abusōbu Gēto                                      | 30 gennaio 2009  |         |
| 19 | Lo spartito finale 「最期の預言」 - Saigo no Sukoa                                   | 6 febbraio 2009  |         |
| 20 | La lapide della foresta 「森の墓標」 - Mori no Bohyō                                 | 13 febbraio 2009 |         |
| 21 | La torre antica 「古の塔」 - Inishie no Tō                                           | 20 febbraio 2009 |         |
| 22 | Colui che scompare 「消えゆく者」 - Kieyukusha                                       | 27 febbraio 2009 |         |
| 23 | Un triste addio 「悲しき決別」 - Kanashiki Ketsubetsu                                | 6 marzo 2009     |         |
| 24 | La terra della gloria 「栄光の大地」 - Eikō no Daichi                                | 13 marzo 2009    |         |
| 25 | Rischiare la propria esistenza 「存在を賭けて」 - Sonzai o Kakete                    | 20 marzo 2009    |         |
| 26 | Un nuovo mondo 「新たな世界」 - Arata na Sekai                                       | 27 marzo 2009    |         |

#### Colonna sonora
Sigla di apertura
- Karma cantata da BUMP OF CHICKEN

Sigla di chiusura
- 冒険彗星 (Bouken Suisei) cantata da Kurumi Enomoto

### Manga
Tre adattamenti manga di Tales of the Abyss sono stati realizzati e pubblicati in Giappone. Il primo, che è semplicemente intitolato Tales of the Abyss ed è stato scritto ed illustrato da Rei, è stato serializzato su Dengeki Maoh. Il secondo,  (?, Tales of the Abyss: Senketsu no Asch), scritto da Rin Nijō ed illustrato da Hana Saitō è stato pubblicato sulla rivista Tales of Magazine.
Un terzo adattamento manga, Tales of the Abyss: Jade nei miei ricordi (?, Tales of the Abyss -Tsuioku no Jade-) è stato realizzato da Kano ed è una side story che ruota intorno al passato del personaggio di Jade Curtiss. Il primo capitolo del manga è stato pubblicato da Asuka il 24 aprile 2009.

## Accoglienza
In generale, le recensioni del videogioco sono state molto positive, facendogli ottenere una media del 79% su Game Rankings, all'agosto 2008.
Il gioco è stato lodato per il suo cast, con IGN che in particolare mette l'accento sullo sviluppo del personaggio protagonista. Altri ugualmente lodano i dialoghi del gioco e la regia, benché qualcuno si lamenti per la sovrabbondanza di "scenette" che saltano fuori di tanto in tanto, così come la decisione del team di localizzazione di omettere le voci dei doppiatori che accompagnavano le scenette nella versione giapponese.
La maggior parte dei recensori ha elogiato il sistema di combattimento, affermando che si tratta di un miglioramento rispetto ai precedenti capitoli della serie Tales. La grafica ha ricevuto attenzioni altalenanti. In particolare, 1UP.com ha scritto che la grafica è "perfettina" mentre GameSpot evidenziato un calo del frame-rate sulla mappa del mondo, insieme con un mix di RPG locali.
Famitsū ha dato al titolo un punteggio di (36/40) e l'ha posizionato alla posizione 44 dei giochi preferiti dalla rivista di tutti i tempi.
Nel suo primo anno in Giappone, Tales of the Abyss ha venduto 440,225 copie.